# Saccopharynx trilobatus
Saccopharynx trilobatus es el nombre científico de una especie de pez abisal perteneciente al género Saccopharynx. Es una especie batipelágica que habita en la zona centro-este del océano Atlántico, en concreto al sudoeste de las Azores. Sólo se ha recogido un espécimen.